# Ectoedemia suberis
Ectoedemia suberis là một loài bướm đêm thuộc họ Nepticulidae. Nó được tìm thấy ở bán đảo Iberia, cũng như tại Pháp, Corse, Sardegna và Bắc Phi. Nó đã không được ghi nhận từ đất liền Ý.
Sải cánh dài 6.4-7.2 mm. Con trưởng thành bay từ tháng 7 to đầu tháng 10, but some specimens from Marbella were taken in tháng 6. Có một lứa một năm.
Ấu trùng ăn Quercus coccifera, Quercus ilex, Quercus ilex rotundifolia và Quercus suber. Chúng ăn lá nơi chúng làm tổ. 

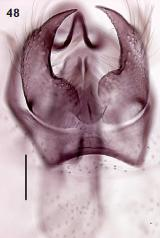
Male genitalia